# Rubén Lobato
Ruben Lobato Elvira (født 1. september 1978) er en spansk tidligere professionel cykelrytter som cyklede for det professionelle cykelhold Saunier Duval-Scott fra 2004 til 2008.